# Kunda (miasto)
Kunda – miasto w Estonii, leży na północnym wybrzeżu państwa nad rzeką o nazwie Kunda w odległości około 100 km na wschód od Tallinna. Na zachód od miasta znajduje się piaskowy płaskowyż Maageranna. Pierwsze historyczne wzmianki na temat Kundy pochodzą z 1241 r. W Kundzie znajduje się port pełnomorski o głębokości 9,5 m umożliwiający zawijanie statków o wyporności do 8000 ton. Przeładunek portu to przede wszystkim drewno, cement i inne pochodne materiały budowlane. Początki portu jak i przemysłu cementowego w Kundzie sięgają XIX wieku.
W 1883 w Kundzie powstała pierwsza na terytorium estońskim elektrownia wodna.
W 1898 w miejscowości Londova (obecnie część Kundy) urodził się paleontolog Armin Öpik.
Liczba mieszkańców: 3751 (2006).
Powierzchnia: 9,85 km²
Gęstość zaludnienia:  411/km²

## Liczba mieszkańców
- 1959 – 3 776
- 1970 – 5 226
- 1979 – 4 828
- 1989 – 5 037
- 1996 – 4 050
- 2005 – 3 966
- 2006 – 3 751

## Miejscowe firmy

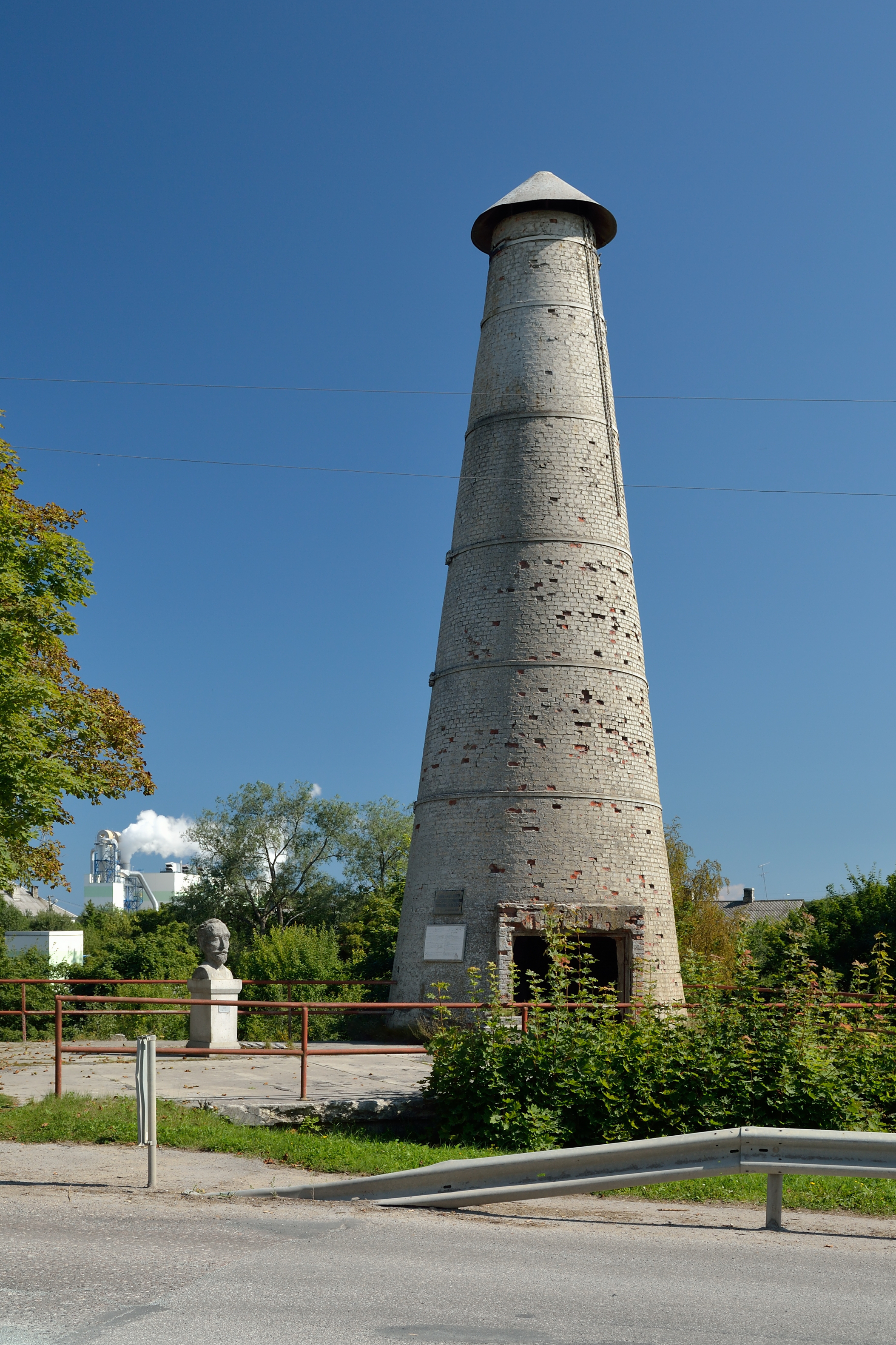
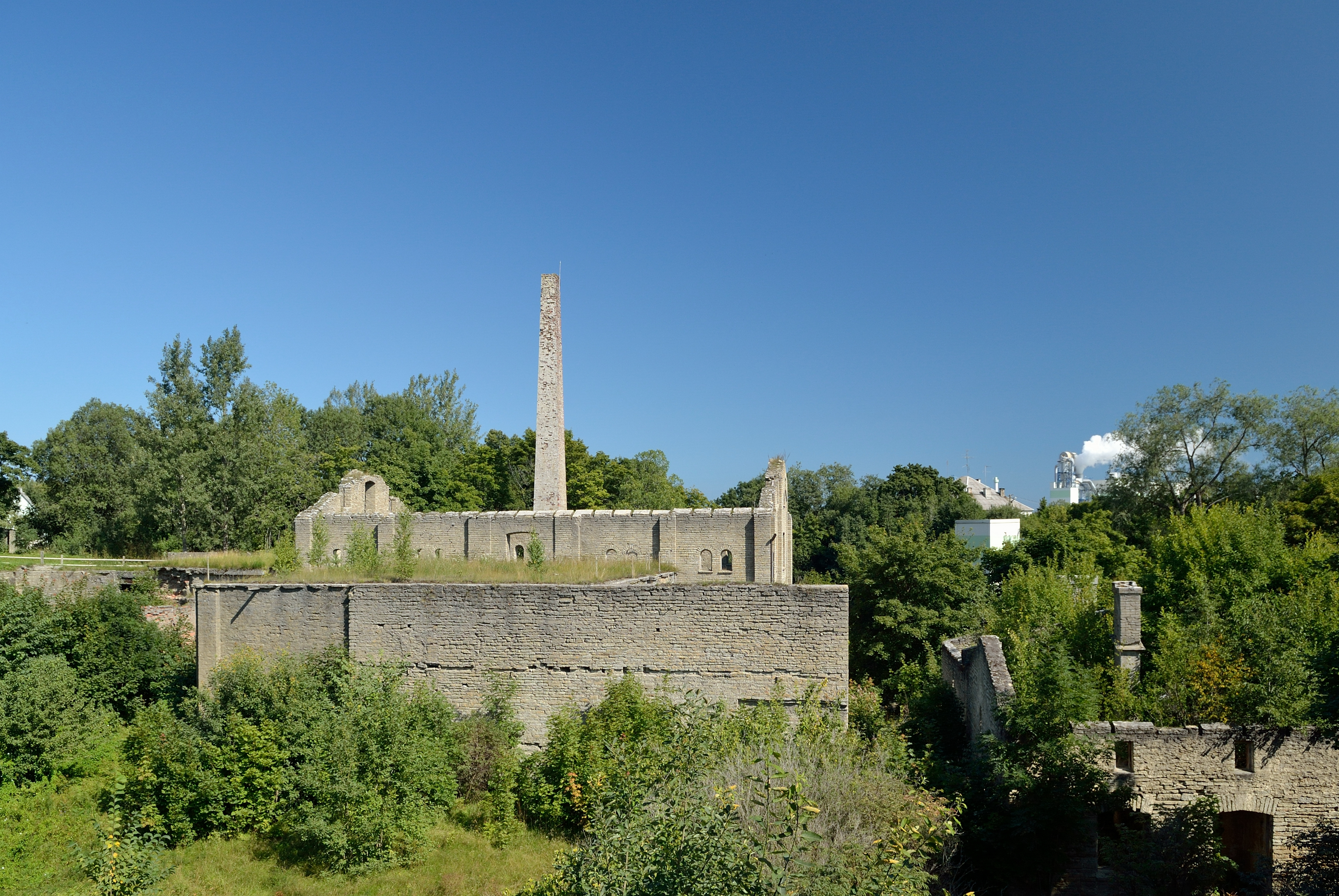
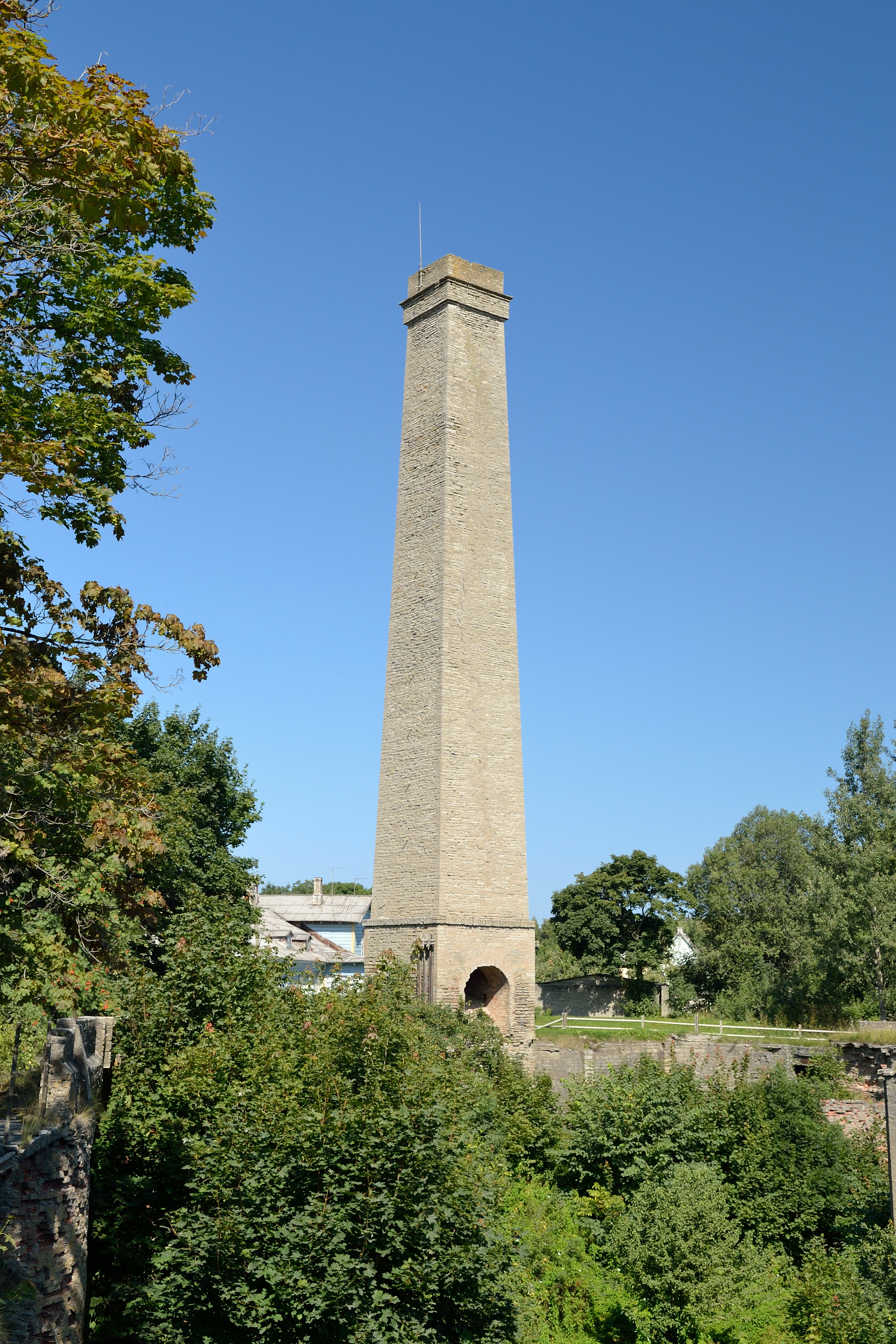

- Port of Kunda
- Kunda Nordic Cement Corporation
- Heinzel Group (celuloza)

## Miasta partnerskie
- Gdynia, Seinäjoki, Söderhamn